# Lucía Piedra Galarraga
Lucía Piedra Galarraga (La Habana, 1972) es una investigadora, restauradora de arte, comisaria independiente y profesora cubano-española.

## Biografía
Licenciada en Bellas Artes en la Universidad de La Habana, en España cursó el Programa de Estudios Independientes del Museo de Arte Contemporáneo de Barcelona (MACBA) y el máster en Literatura comparada, ambos en la Universidad Autónoma de Barcelona. Hasta 2014 trabajó como restauradora de bienes muebles en el Centro Nacional de Conservación, Restauración y Museología (CECREM) en La Habana, dependiente de Consejo Nacional de Patrimonio Cultural de Cuba.
Lucía Piedra explora el activismo antirracista y descolonial, las maneras de representación, las formas de gobernabilidad y el pensamiento crítico. Ha participado como comisaria en los proyectos Relaciones ortográficas (en tiempos revueltos), ganador del ciclo Terrassa Comissariat 2013-2014; Ne travaillez jamais, ganador del Curatorial Challenge (II) de ADN Platform 2015, y One year women's performance 2015-2016 de la artista Raquel Friera para el Palacio de la Virreina, 2018. Actualmente (2020-2021) coordina el grupo de investigación Grup de Pensament, Pràctiques i Activismes Afro/Negres (GPPAAN) asociado al MACBA, la plataforma Institut de Pedagogies Afro/Negres (IPA), colabora con el Festival Africa Moment y dirige los cursos y talleres Lecturas decoloniales de la enemistad en el Centro de Cultura Contemporánea de Barcelona en la exposición dedicada a William Kentridge.